# Tennistoernooi van Montréal/Toronto 2001
|                                          |  |                                     |
| Serena Williams, winnares bij de vrouwen |  | Andrei Pavel, winnaar bij de mannen |

Het tennistoernooi van Montréal/Toronto van 2001 werd van 30 juli tot en met 19 augustus 2001 gespeeld op hardcourt-buitenbanen in Canada. De officiële naam van het toernooi was Canada Masters and the Rogers AT&T Cup.
Het toernooi bestond uit twee delen:
- ATP-toernooi van Montreal 2001, het toernooi voor de mannen in het Du Maurier Stadium te Montréal, 30 juli–5 augustus
- WTA-toernooi van Toronto 2001, het toernooi voor de vrouwen in het National Tennis Centre te Toronto, 13–19 augustus

ATP-toernooi van Montréal/Toronto‎ – WTA-toernooi van Montréal/Toronto‎

1990 ·
1991 ·
1992 ·
1993 ·
1994 ·
1995 ·
1996 ·
1997 ·
1998 ·
1999 ·
2000 ·
2001 ·
2002 ·
2003 ·
2004 ·
2005 ·
2006 ·
2007 ·
2008 ·
2009 ·
2010 ·
2011 ·
2012 ·
2013 ·
2014 ·
2015 ·
2016 ·
2017 ·
2018 ·
2019 ·
2020 ·
2021 ·
2022 ·
2023 ·
2024